# Long, Long Way to Go
Long, Long Way to Go è un singolo del gruppo musicale britannico Def Leppard, pubblicato nel 2003 ed estratto dall'album X.
La canzone è stata scritta da Wayne Hector e Steve Robson.

## Tracce
- CD

1. Long, Long Way to Go
2. 10 X Bigger Than Love
3. Now (Acoustic)
4. Long, Long Way to Go (Video)

## Versione di Lionel Richie
Nel 2004 il cantante statunitense Lionel Richie ha realizzato una cover del brano, pubblicandola come singolo estratto dal suo settimo album in studio Just for You.

### Tracce
- CD Maxi Singolo

1. Long Long Way to Go (Radio edit) – 4:20
2. I Still Believe – 4:53
3. Still – 3:14
4. Medley – 4:41